# Pavel Horejš
Pavel Horejš (* 24. května 1992 Strakonice) je český zpěvák a pedagog.

## Život
Narodil se 24. května 1992 ve Strakonicích. Po základní škole v Horažďovicích absolvoval gymnázium v Sušici. Následně vystudoval Jihočeskou univerzitu v Českých Budějovicích obory zeměpis a společenské vědy se zaměřením na vzdělávání. Od roku 2016 je učitelem na ZŠ Lerchova v Sušici.

## Hudební kariéra
S hudbou začínal v patnácti letech. Na počátku hrál na klávesy v jedné hudební skupině, později začal hrát na kytaru a přebral roli frontmana skupiny. V roce 2015 natočil svůj první vlastní singl Venuše. Od té doby začal pracovat na vlastní tvorbě. V červenci 2016 vydal svůj druhý hudební singl Souznění. Nejúspěšnější je jeho videoklip Učitel z roku 2018, ve kterém popisuje své první pocity a postřehy z učitelské profese; tuto píseň natočil se svými žáky.
Koncem roku 2020 založil s přáteli hudební skupinu MY4 (Maj Fór). V prvním singlu Šumava zpívá o přírodě, a svém domově v šumavském kraji.
Pavel Horejš je také autorem projektu KYTARA, nejlepší přítel člověka. V něm učí na YouTube začínající kytaristy hře na kytaru.

### Diskografie
Pavel Horejš vydal následující singly:
- Hej brácho (kapela MY4 – 2022)
- Melodie mého srdce (kapela MY4 – 2021)
- Navigace (kapela MY4 – 2020)
- Šumava (kapela MY4 – 2020; skupina pomáha klipem psímu útulku Nalezenci Šumaváci)[3]
- Slečny a ženy (2019)
- Levný kafe (2018)
- Učitel (2018)
- Majáky (2017)
- Stíny vestibulu (2016)
- Souznění (2016)
- Venuše (2015)